# Royal Victoria Dock Bridge
Royal Victoria Dock Bridge är en fotgängarbro över Royal Victoria Dock i Docklands i London i Storbritannen. 
Bron blev färdig 1998. En andra planerad byggetapp, med byggande av en gondol i glas skulle göra bron till en hängfärja, men har inte genomförts.

## Bildgalleri

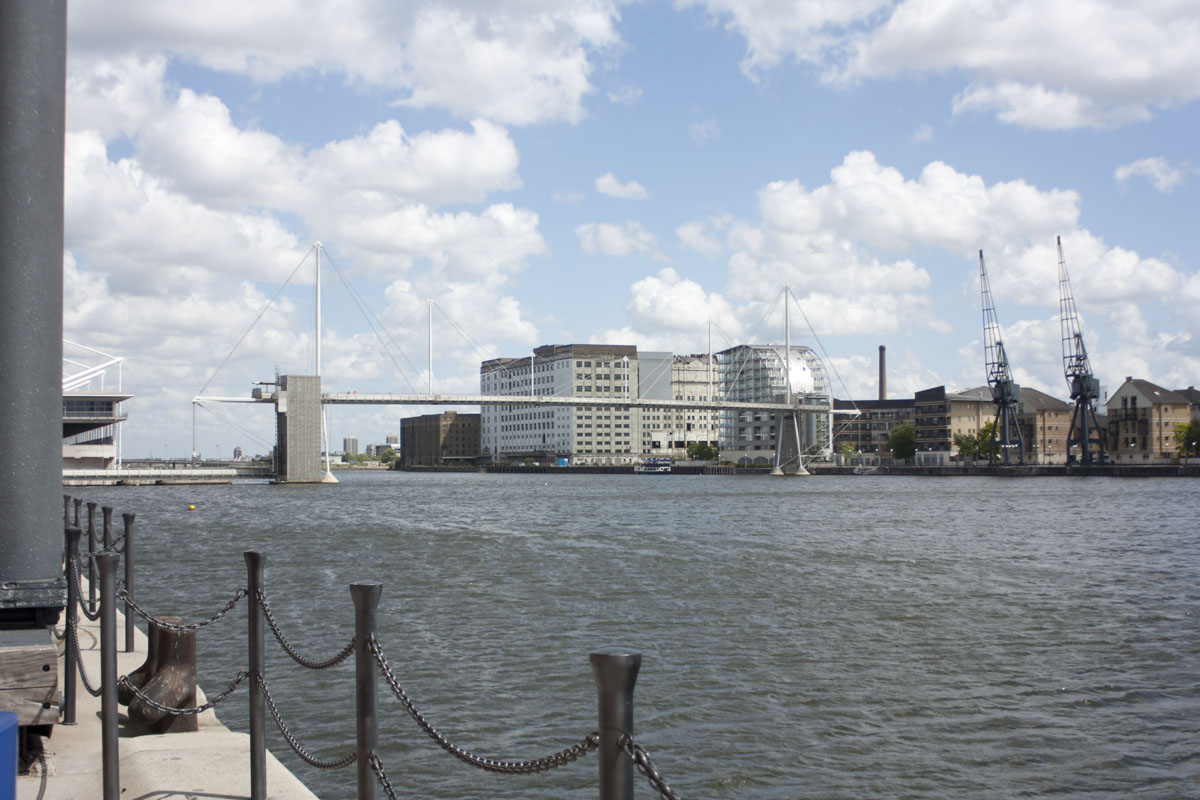
Royal Victoria Dock Bridge, 2011
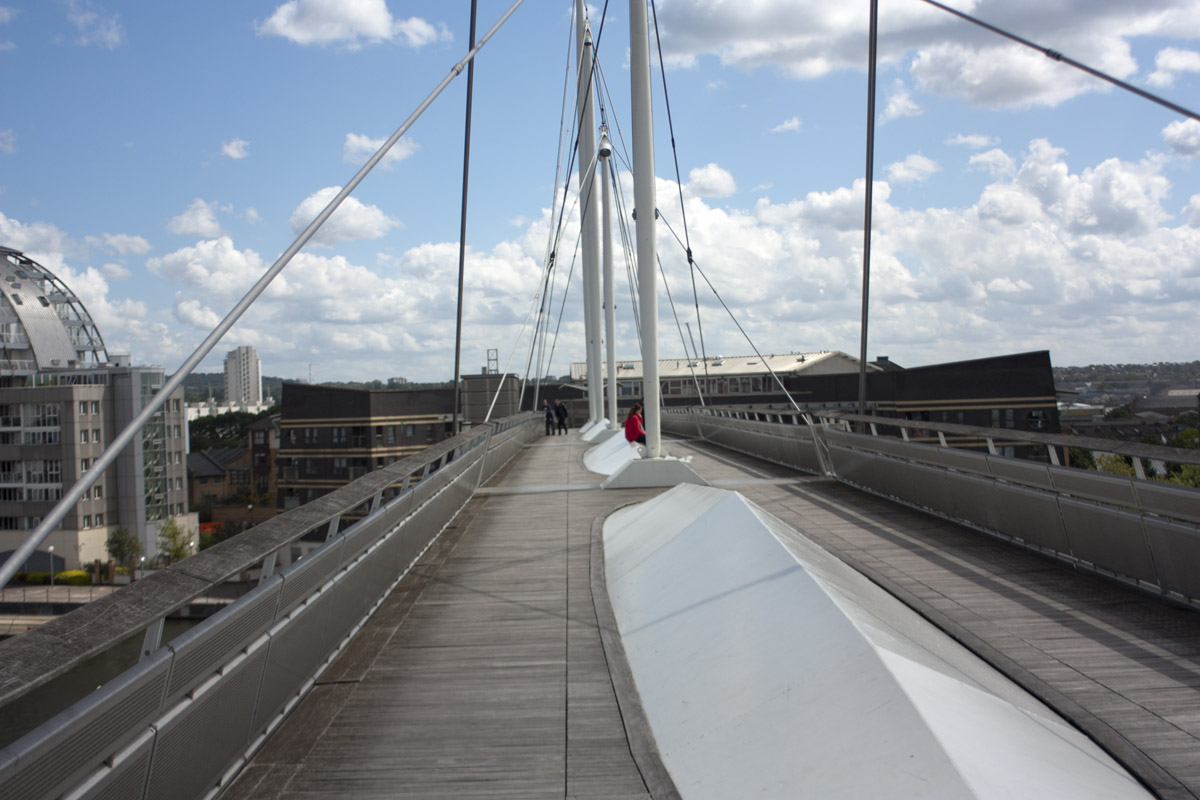
Royal Victoria Dock Bridges övre nivå, 2011
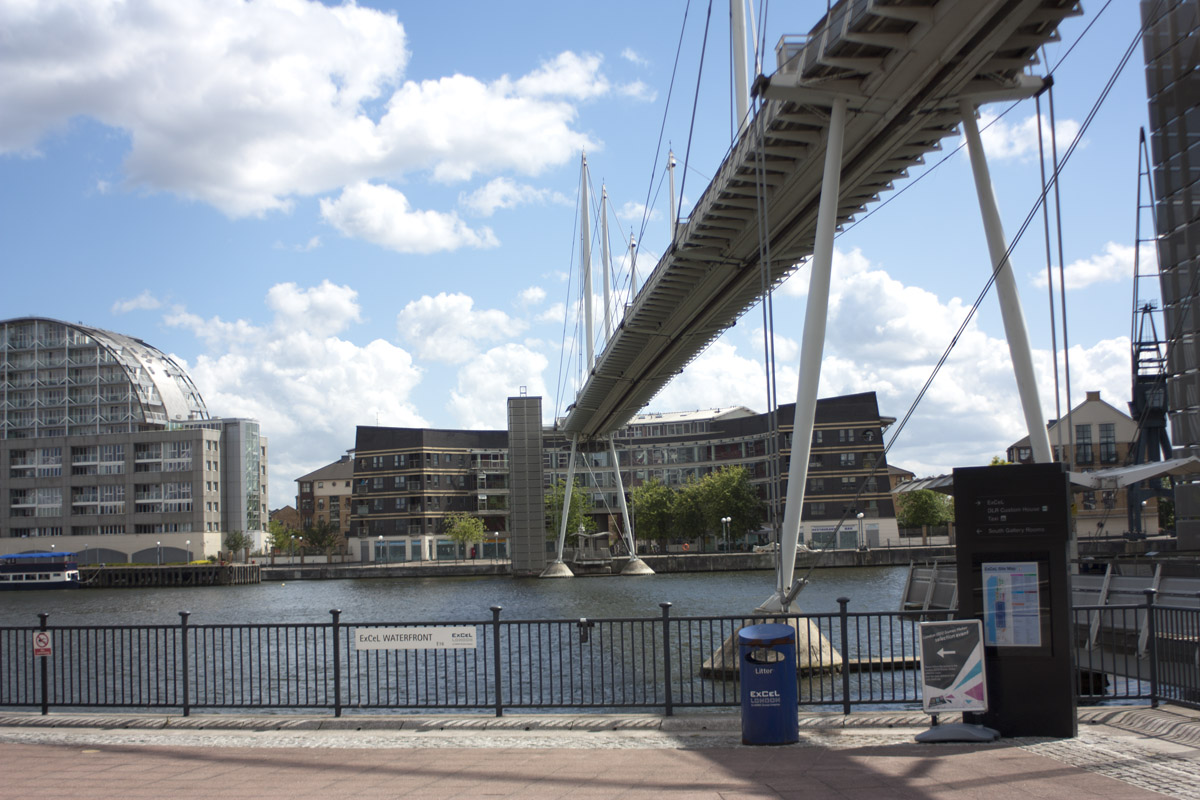
Närbild på Royal Victoria Dock Bridge, sedd norrifrån